# Danh sách thành phố Azerbaijan
- Agdam
- Agdash
- Agjabadi
- Agstafa
- Agsu
- Ali Bayramli
- Astara
- Babek
- Baku (thủ đô)
- Balakan
- Barda
- Beylagan
- Bilasuvar
- Dashkasan
- Davachi
- Fizuli
- Gadabay
- Ganja
- Goranboy
- Goychay
- Hajigabul
- Imishli
- Ismailli
- Jabrayil
- Jalilabad
- Julfa
- Kalbajar
- Khachmaz
- Khanlar
- Khojali
- Khojavend
- Khyrdalan
- Kurdamir
- Lachin
- Lankaran
- Lerik
- Masally
- Mingacevir
- Nakhichevan
- Naftalan
- Neftchala
- Oguz
- Ordubad
- Qabala
- Qakh
- Qazakh
- Quba
- Qubadli
- Qusar
- Saatly
- Sabirabad
- Salyan
- Shakhbuz
- Shaki
- Shamakha
- Shamkir
- Sharur
- Siazan
- Sumqayit
- Tartar
- Tovuz
- Ujar
- Yardymli
- Yevlakh
- Zangilan
- Zaqatala
- Zardab

Một số thành phố là một phần của Mountainous Karabakh (Artzakh)

## 9 thành phố lớn nhất
1. Baku - 2.399.500 người
2. Ganca - 302.500 người
3. Sumqayit - 263.600 người
4. Mingacevir - 95.200 người
5. Qaracuxur - 72.200 người (ngoại ô Baku)
6. Ali Bayramli - 69.700 người
7. Bakixanov - 66.300 người (ngoại ô Baku)
8. Nakhichevan - 64.500 người
9. Shaki - 62.100 người